# Рассвет (Смоленская область)
Рассвет (ранее — Трутни) — деревня в Руднянском районе Смоленской области России. Входит в состав Чистиковского сельского поселения. Население — 3 жителя (2007 год).

## Географическое положение
Расположена в западной части области в 10 км к юго-востоку от Рудни, в 1 км севернее автодороги А141 Орёл — Витебск, на берегу реки Лещенка. В 3 км южнее деревни расположена железнодорожная станция Плоское на линии Смоленск — Витебск. 

## История
В годы Великой Отечественной войны деревня была оккупирована гитлеровскими войсками в июле 1941 года, освобождена в октябре 1943 года.
В 1963 году указом Президиума Верховного Совета РСФСР деревня Трутни Руднянского сельского района переименована в Рассвет.